# Kubok Rossii 1992-1993
La Coppa di Russia 1992-1993 (in russo Кубок России?, Kubok Rossii) è stata la 1ª edizione del principale torneo a eliminazione diretta del calcio russo. Il torneo è iniziato il 2 maggio 1992 ed è terminato il 13 giugno 1993, con la finale giocata allo Stadio Lužniki di Mosca. Il Torpedo Mosca ha vinto la coppa, battendo ai rigori CSKA Mosca.

## Formula
La Coppa si dipanava su 10 turni, tutti disputati in gara unica.

## Primo Turno
Tutte le partite furono disputate il 2 maggio 1992.
| Squadra 1                    | Risultato       | Squadra 2                  |
| ---------------------------- | --------------- | -------------------------- |
| Ėnergija Čajkovskij          | 3 – 0           | Gornjak Učaly              |
| Torpedo Arzamas              | –               | Olimpia Kirovo-Tchepetsk   |
| Zarya Krotovka               | 3 – 1           | Zenit Penza                |
| KAC-SKIF Naberezhnye Tchelny | 4 – 1           | 777-UdGU Sarapul           |
| Skat-5S Yelabuga             | 2 – 0           | Elektron Vyatskiye Polyany |
| Chimik Dzeržinsk             | –               | Sibir' Kurgan              |
| Idel' Kazan'                 | 1 – 2           | Gazovik Iževsk             |
| Universitet Saransk          | –               | EVM Ruzayevka              |
| Metallurg Magnitogorsk       | 1 – 0           | Avtopribor Oktiabr'sky     |
| Sodovik                      | 2 – 1           | Gazovik Orenburg           |
| Znamya Arzamas               | –               | Azamat Čeboksary           |
| Torpedo Pavlovo              | 2 – 0           | Tekstil'ščik Išeevka       |
| Zenit Čeljabinsk             | 5 - 0           | Metallurg Novotroick       |
| Bashsel'mash Neftekamsk      | –               | Neftechimik                |
| Shakhtyor Artyom             | 1 – 1 (4-5 dcr) | Metallurg Aldan            |
| Kuzbass Kemerovo             | 2 – 1           | Tom' Tomsk                 |
| Irtyš Omsk                   | –               | Dinamo Jakutsk             |
| Uray                         | –               | Agan Raduzhny              |
| Selenga                      | 2 – 1           | Alex Angarsk               |
| Spartak Gorno-Altaysk        | 3 – 1           | Progress Biysk             |
| Torpedo Rubcovsk             | 1 – 0           | Dinamo Kemerovo            |
| Gornyak Gramoteyino          | 0 – 1           | Zarja Leninsk-Kuzneckij    |

## Secondo turno
Le partite furono disputate tra il 15 aprile e il 23 maggio 1992.
| Squadra 1                    | Risultato       | Squadra 2                              |
| ---------------------------- | --------------- | -------------------------------------- |
| Erzu Grozny                  | 3 – 0           | Urartu Grozny                          |
| Anži                         | 5 – 0           | Vainakh Shali                          |
| Beštau                       | 2 – 3           | Lokomotiv Mineral'nye Vody             |
| Ėtalon Baksan                | 1 – 2           | Avtodor-Olaf Vladikavkaz               |
| Mašuk Pjatigorsk             | 0 – 2 (dts)     | Dinamo-APK Izobil'nyj                  |
| Astrateks                    | 2 – 1           | Kaspiy                                 |
| Volgar' Astrachan'           | 2 – 1           | Altair-Helling Derbent                 |
| Iskra Novoalexandrovsk       | 2 – 1           | Venets Gul'kevitchi                    |
| SKA Rostov                   | 1 – 0           | Rostsel'mash-2                         |
| Khimik Belorechensk          | 2 – 2 (4-3 dcr) | Kuban' Barannikovsky                   |
| Družba Budënnovsk            | 0 – 2           | Kavkazkabel' Prochladnyj               |
| Niva Slavyansk               | –               | Kolos Krasnodar                        |
| Start Yeysk                  | –               | Torpedo Adler                          |
| Torpedo-D Mosca              | 1 – 1 (1-3 dcr) | Turbostroitel' Kaluga                  |
| Pele Mosca                   | –               | Ritm Belgorod                          |
| Spartak Orël                 | 0 – 3           | Arsenal Tula                           |
| Metallurg Krasny Sulin       | 0 – 1           | Šachtër Šachty                         |
| Dinamo Brjansk               | 2 – 0           | Avangard Kursk                         |
| Zvezda-Rus' Gorodišče        | –               | Spartak Tambov                         |
| Irgiz Balakovo               | 1 – 0 (dts)     | Avangard Kamyšin                       |
| Kinotavr Podol'sk            | 2 – 3           | CSKA Mosca-3                           |
| TRASKO                       | 2 – 1           | Presnja                                |
| Lokomotiv-D Mosca            | 1 – 5           | Spartak-2 Mosca                        |
| CSKA-2 Moska                 | 6 – 1           | Agtala Mosca                           |
| Smena-Saturn San Pietroburgo | 3 – 1           | Kirovets San Pietroburgo               |
| Progress Černjachovsk        | 0 – 1 (dts)     | Baltika                                |
| Lokomotiv S.P.               | 0 – 2           | Avtomobilist-Biosvyaz' San Pietroburgo |
| Zvolma-Spartak Kostroma      | 1 – 0           | Volzhanin Kineshma                     |
| Voločanin Vyšnij Voloček     | 1 – 0           | Sputnik Kimry                          |
| Vympel Rybinsk               | 1 – 1 (4-3 dcr) | Bulat Čerepovec                        |
| Dinamo Mosca-3               | 3 – 0           | Oka Kolomna                            |
| Saturn                       | 1 – 0           | Torpedo Mytishchi                      |
| Titan Reutov                 | 3 – 0           | Avangard Kolomna                       |
| Dinamo-2 Mosca               | –               | Makkabi Mosca                          |
| Trestar Ostankino            | 0 – 2           | Khitryye Lisy Orekhovo-Zuyevo          |
| Iskra Smolensk               | 3 – 0           | Mašinostroitel' Pskov                  |
| Torgmaš Ljubercy             | 2 – 0           | Interros Moskovskij                    |
| Ėnergija Čajkovskij          | –               | Družba Joškar-Ola                      |
| Zarya Krotovka               | 3 – 2           | Torpedo Arzamas                        |
| Skat-5S                      | 0 – 1           | KAC-SKIF                               |
| Gazovik Iževsk               | 3 – 0           | Chimik Dzeržinsk                       |
| Torpedo Miass                | 4 – 0           | Universitet                            |
| Metallurg Magnitogorsk       | 2 – 0           | Sodovik                                |
| Azamat Čeboksary             | 2 – 0           | Torpedo Pavlovo                        |
| Neftechimik                  | –               | Zenit Čeljabinsk                       |
| Metallurg Aldan              | –               | Amur K.N.A.                            |
| Metallurg Krasnojarsk        | 3 – 0           | Kuzbass Kemerovo                       |
| Agan                         | –               | Irtyš Omsk                             |
| Čkalovec                     | 1 – 0           | Selenga                                |
| Spartak Gorno-Altaysk        | 1 – 0           | Torpedo Rubcovsk                       |
| Zarja Leninsk-Kuzneckij      | 0 – 1           | Uralec-TS Nižnij Tagil                 |

## Terzo turno
Le partite furono disputate tra il 1º maggio e il 13 giugno 1992.
| Squadra 1                    | Risultato       | Squadra 2                              |
| ---------------------------- | --------------- | -------------------------------------- |
| Erzu                         | 0 – 2           | Anži                                   |
| Sherstyanik Nevinnomyssk     | 1 – 1 (2-3 dcr) | Lokomotiv Mineral'nye Vody             |
| Avtodor-Olaf Vladikavkaz     | 1 – 1 (0-3 dcr) | Dinamo-APK Izobil'nyj                  |
| Astrateks                    | 0 – 2           | Volgar' Astrachan'                     |
| Torpedo Armavir              | 0 – 1           | Iskra Novoalexandrovsk                 |
| SKA Rostov                   | 0 – 0 (6-5 dcr) | Khimik Belorechensk                    |
| Uralan                       | –               | Kavkazkabel' Prochladnyj               |
| Niva Slavyansk               | 0 – 2           | Start Yeysk                            |
| Turbostroitel'               | 0 – 3           | Pele Mosca                             |
| Šachtër Šachty               | –               | Arsenal Tula                           |
| Atommaš Volgodonsk           | –               | Dinamo Brjansk                         |
| Zvezda-Rus' Gorodišče        | 2 – 1           | Irgiz                                  |
| CSKA Mosca-3                 | 0 – 1           | TRASKO                                 |
| Spartak-2 Mosca              | 5 – 2           | CSKA-2 Moska                           |
| Smena-Saturn San Pietroburgo | 1 – 0 (dts)     | Apex Gatchina                          |
| Baltika                      | 2 – 1           | Avtomobilist-Biosvyaz' San Pietroburgo |
| Zvolma-Spartak Kostroma      | 1 – 0 (dts)     | Voločanin Vyšnij Voloček               |
| Vympel Rybinsk               | 0 – 1           | Dinamo Mosca-3                         |
| Saturn                       | 0 – 2           | Titan Reutov                           |
| Dinamo-2 Mosca               | 0 – 2           | Khitryye Lisy Orekhovo-Zuyevo          |
| Iskra Smolensk               | 3 – 0           | Torgmaš Ljubercy                       |
| Ėnergija Čajkovskij          | 1 – 1 (5-6 dcr) | Zvezda Perm'                           |
| Zenit Iževsk                 | 2 – 1           | Zarya Krotovka                         |
| KAMAZ                        | 4 – 3 (dts)     | KAC-SKIF                               |
| Gazovik Iževsk               | 2 – 1           | Rubin-TAN Kazan'                       |
| Lada Togliatti               | 2 – 1           | Torpedo Miass                          |
| Dinamo Kirov                 | 3 – 2           | Metallurg Magnitogorsk                 |
| Azamat Čeboksary             | 2 – 1           | Lada Dimitrovgrad                      |
| Neftechimik                  | 7 – 0           | Gastello Ufa                           |
| Metallurg Aldan              | –               | Luč Vladivostok                        |
| Sakhalin                     | 1 – 0           | SKA-Chabarovsk                         |
| Amur Blagoveščensk           | 4 – 0           | Metallurg Krasnojarsk                  |
| Agan                         | –               | Lokomotiv Čita                         |
| Zvezda Irkutsk               | 3 – 2           | Čkalovec                               |
| Metallurg Novokuzneck        | 1 – 2 (dts)     | Spartak Gorno-Altaysk                  |
| Uralec-TS Nižnij Tagil       | 2 – 0           | Dinamo Barnaul                         |

## Quarto turno
Le partite furono disputate tra il 13 giugno e il 23 luglio 1992.
| Squadra 1                     | Risultato         | Squadra 2                    |
| ----------------------------- | ----------------- | ---------------------------- |
| Terek Groznyj                 | 5 – 3             | Anži                         |
| Lokomotiv Mineral'nye Vody    | 4 – 2             | Asmaral Kislovodsk           |
| Spartak Nal'čik               | 0 – 3             | Kavkaztransgaz-2005          |
| Nart Čerkessk                 | 1 – 2             | Volgar' Astrachan'           |
| Iskra Novoalexandrovsk        | 0 – 1             | Družba Majkop                |
| Žemčužina-Soči                | 3 – 0             | SKA Rostov                   |
| Kavkazkabel' Prochladnyj      | 2 – 0             | Gekris Novorossijsk          |
| Spartak Anapa                 | 3 – 1             | Start Yeysk                  |
| Pele Mosca                    | 1 – 1 (3-2 dcr)   | Energomaš                    |
| Arsenal Tula                  | 2 – 1             | APK Azov                     |
| Torpedo Taganrog              | 1 – 0             | Atommaš Volgodonsk           |
| Torpedo Volžskij              | 3 – 2             | Zvezda-Rus' Gorodišče        |
| TRASKO                        | 0 – 3             | Metallurg Lipeck             |
| Spartak-2 Mosca               | 5 – 1             | Sokol Saratov                |
| Prometej-Dinamo S.P.          | 0 – 1             | Smena-Saturn San Pietroburgo |
| Trion-Volga Tver'             | 1 – 2             | Baltika                      |
| Tekstilščik Ivanovo           | 2 – 1             | Zvolma-Spartak Kostroma      |
| Dinamo-2 Mosca                | 0 – 2             | Dinamo Vologda               |
| Svetotechnika Saransk         | –                 | Titan Reutov                 |
| Khitryye Lisy Orekhovo-Zuyevo | 2 – 1             | Torpedo Rjazan'              |
| Torpedo Vladimir              | 2 – 1             | Iskra Smolensk               |
| Zvezda Perm'                  | 2 – 2 (7-6 dcr)   | Zenit Iževsk                 |
| KAMAZ                         | 5 – 2             | Gazovik Iževsk               |
| Lada Togliatti                | 5 – 1             | Dinamo Kirov                 |
| Neftechimik                   | 2 – 2 (8-7 dcr)   | Azamat Čeboksary             |
| Metallurg Aldan               | –                 | Sakhalin                     |
| Agan Raduzhny                 | –                 | Amur Blagoveščensk           |
| Spartak Gorno-Altaysk         | 0 – 0 (14-15 dcr) | Zvezda Irkutsk               |
| Uralec-TS Nižnij Tagil        | 2 – 1             | Dinamo-Gazovik               |

## Quinto turno
Le partite furono disputate il 23 luglio e il 27 agosto 1992.
| Squadra 1                  | Risultato       | Squadra 2                     |
| -------------------------- | --------------- | ----------------------------- |
| Lokomotiv Mineral'nye Vody | 2 – 4           | Terek Groznyj                 |
| Volgar' Astrachan'         | –               | Dinamo-APK Izobil'nyj         |
| Družba Majkop              | 1 – 0           | Žemčužina-Soči                |
| Kavkazkabel' Prochladnyj   | 1 – 0           | Spartak Anapa                 |
| Pele Mosca                 | 0 – 2           | Arsenal Tula                  |
| Kuban'                     | 2 – 3           | Torpedo Taganrog              |
| Metallurg Lipeck           | 2 – 3           | Torpedo Volžskij              |
| Baltika                    | 0 – 1           | Smena-Saturn San Pietroburgo  |
| Dinamo Vologda             | 1 – 2           | Tekstilščik Ivanovo           |
| Svetotechnika Saransk      | 2 – 1           | Khitryye Lisy Orekhovo-Zuyevo |
| Zenit San Pietroburgo      | 3 – 0           | Torpedo Vladimir              |
| Kryl'ja Sovetov Samara     | 0 – 3           | Spartak-2 Mosca               |
| KAMAZ                      | 7 – 1           | Zvezda Perm'                  |
| Neftechimik                | 3 – 0           | Lada Togliatti                |
| Uralec-TS Nižnij Tagil     | 0 – 0 (5-4 dcr) | Zvezda Irkutsk                |
| Metallurg Aldan            | –               | Agan Raduzhny                 |

## Sedicesimi di finale
Tutte le partite furono disputate il 7 ottobre 1992.
| Squadra 1                    | Risultato       | Squadra 2                |
| ---------------------------- | --------------- | ------------------------ |
| Fakel Voronež                | 4 – 1           | Zenit San Pietroburgo    |
| Arsenal Tula                 | 0 – 1           | Torpedo Mosca            |
| Družba Majkop                | 0 – 0 (4-2 dcr) | Spartak Vladikavkaz      |
| Dinamo Mosca                 | 3 – 0           | KAMAZ                    |
| Dinamo Stavropol'            | 1 – 0 (dts)     | Volgar' Astrachan'       |
| Lokokomtiv Nižnij Novg.      | 2 – 0           | Neftechimik              |
| Okean                        | 1 – 0           | Metallurg Aldan          |
| Rostsel'maš                  | -               | Kavkazkabel' Prochladnyj |
| Smena-Saturn San Pietroburgo | 1 – 2           | CSKA Mosca               |
| Spartak-2 Mosca              | 0 – 1           | Lokomotiv Mosca          |
| Svetotechnika Saransk        | 2 – 1           | Asmaral                  |
| Tekstilščik Ivanovo          | 1 – 2           | Šinnik                   |
| Terek Groznyj                | –               | Spartak Mosca            |
| Torpedo Taganrog             | 0 – 1           | Tekstil'ščik Kamyšin     |
| Torpedo Volžskij             | 2 – 0           | Rotor                    |
| Uralec-TS Nižnij Tagil       | 2 – 3 (dts)     | Uralmaš                  |

## Ottavi di finale
Tutte le partite furono disputate il 14 novembre 1992.
| Squadra 1               | Risultato   | Squadra 2         |
| ----------------------- | ----------- | ----------------- |
| CSKA Mosca              | 5 – 1       | Šinnik            |
| Družba Majkop           | 4 – 0       | Rostsel'maš       |
| Lokomotiv Mosca         | 1 – 2       | Torpedo Volžskij  |
| Lokokomtiv Nižnij Novg. | 0 – 1       | Dinamo Mosca      |
| Svetotechnika Saransk   | 4 – 2       | Fakel Voronež     |
| Tekstil'ščik Kamyšin    | 1 – 3       | Torpedo Mosca     |
| Terek Groznyj           | 0 – 1 (dts) | Dinamo Stavropol' |
| Uralmaš                 | 8 – 0       | Okean             |

## Quarti di finale
Le partite furono disputate tra il 19 febbraio e il 16 marzo 1993.
| Squadra 1         | Risultato       | Squadra 2             |
| ----------------- | --------------- | --------------------- |
| Dinamo Mosca      | 3 – 0           | Uralmaš               |
| Torpedo Mosca     | 0 – 0 (8-7 dcr) | Torpedo Volžskij      |
| CSKA Mosca        | 3 – 0           | Svetotechnika Saransk |
| Dinamo Stavropol' | 0 – 3           | Družba Majkop         |

## Semifinali
Le partite furono disputate il 27 maggio 1993.
| Squadra 1     | Risultato | Squadra 2     |
| ------------- | --------- | ------------- |
| CSKA Mosca    | 1 – 0     | Dinamo Mosca  |
| Torpedo Mosca | 1 – 0     | Družba Majkop |

## Finale
| Arbitro: | S. Khusainov |

|                                               |                      |                                |
| Savičev 8’                                    | Marcatori            | 20’ Fajzulin                   |
| Afanas'ev Novgorodov Pazemov Aref'ev Ul'janov | Tiri di rigore 5 – 3 | Antonovič Dudnyk Min'ko Mamčur |